# Milena Jesenská
Milena Jesenská, född 10 augusti 1896 i Prag, död 17 maj 1944 i Ravensbrück, var en tjeckisk journalist, författare och översättare. Hon översatte Franz Kafka och andra betydande tyskspråkiga författare till tjeckiska. Hon är speciellt känd för sin korrespondens med Kafka; brevförhållandet var passionerat men Jesenská och Kafka tillbringade inte särskilt mycket tid med varandra.
I Ravensbrück lärde Milena Jesenská känna den tyska författarinnan Margarete Buber-Neumann som kom att skriva en bok om henne. Buber-Neumanns bok Kafkas Freundin Milena (Kafkas väninna Milena) gavs ut 1963 i Tyskland.
Steve Sem-Sandbergs roman Ravensbrück (2003) handlar om Jesenskás färgstarka liv och död i nazisternas koncentrationsläger Ravensbrück.

## Utmärkelser
Asteroiden 6441 Milenajesenská är uppkallad efter henne.